# Neophyllomyza inimica
Neophyllomyza inimica är en tvåvingeart som beskrevs av Seguy 1938. Neophyllomyza inimica ingår i släktet Neophyllomyza och familjen sprickflugor.
Artens utbredningsområde är Kenya. Inga underarter finns listade i Catalogue of Life.